# پنجه‌شاخدار
پنجه‌شاخدار یا سراتونیکوس (نام علمی: Ceratonykus) نام یک سرده از راسته خزنده‌کفلان است.